# Категория пожарной опасности объекта
Категория пожарной (взрывопожарной) опасности объекта — классификационная характеристика пожарной опасности здания, сооружения, помещения, пожарного отсека, наружной (технологической) установки, которая определяется в зависимости от количества и пожароопасных свойств находящихся (обращающихся) в них веществ и материалов с учётом особенностей технологических процессов.
В России помещения, здания производственного и складского назначения (не относящиеся к промышленности боеприпасов и спецхимии) делятся на категории. Помещения: А, Б, В1, В2, В3, В4, Г, Д. Здания: А, Б, В, Г, Д. Для промышленности боеприпасов и спецхимии производства делятся на категории: Ас (взрыв не локализуется), Алс (взрыв локализуется), Бс (менее 10-4 в год), Вс (загорание не локализуется) и Гс (загорание локализуется).
Физические процессы, происходящие при взрывах газа в жилье и при взрывах газовых смесей на производстве одинаковы. Однако, в жилье происходят взрывы (как правило) метана, а в производственных помещениях могут содержаться газы и пары более взрывоопасные, чем метан. Другой особенностью жилых помещений является периодическое наличие источников зажигания. При взрывах сосудов под давлением страдают, как правило, только лица, обслуживающие соответствующие установки. Поэтому такие помещения не относятся к взрывоопасным объектам.
Впервые нормативно пять категорий промышленных производств А, Б, В, Г, Д были установлены в ОСТ 90015-39. Стандарт не распространялся на склады легковоспламеняющихся жидкостей, склады лесных материалов, твердого топлива, открытые склады горючих материалов, сооружения газового хозяйства, производства взрывчатых и отравляющих веществ.:п. 2
В мировой практике представители страховых компаний определяют степень пожарной опасности объектов по величине пожарной нагрузки и интенсивности тепловыделения при пожаре. В конце XIX века в США существовало около 584 классов зданий. В 1932 г. они были сокращены до 26 классов. К 1936 г. Национальный совет страховщиков увеличил количество классов зданий до 100, но разделил их на шесть категорий по типам конструкций зданий.

## Законодательное регулирование в России
В целях предупреждения действий, вводящих в заблуждение приобретателей, в проектной документации здания или сооружения должны содержаться:Ст. 33 идентификационные признаки пожарной и взрывопожарной опасности.:Ст. 4
Данные идентификационные признаки указываются:
- застройщиком — в задании на проектирование;
- лицом, осуществляющим подготовку проектной документации, — в текстовых материалах в составе проектной документации.[10]:Ст. 4

## Пожарная нагрузка
В практике определения категорий помещений, зданий и наружных установок по взрывопожарной и пожарной опасности рассматривается количество теплоты, которое может выделиться в помещение при пожаре. Эта величина, отнесённая к площади размещения находящихся в помещении горючих и трудногорючих веществ и материалов, называется удельной временной пожарной нагрузкой.
В советской системе пожарного нормирования исходили из того, что отношение пожарной нагрузки к площади её размещения (исчисляемая в килограммах древесины на квадратный метр) при учёте свойств веществ может использоваться для определения продолжительности, температуры и других опасных факторов пожара.:168 В советской системе строительного нормирования исходили из того, что отношение пожарной нагрузки к площади оконных проёмов (исчисляемая в килограммах древесины на квадратный метр) может использоваться для определения продолжительности пожара.
Зависимость между количеством горючего, выраженного в эквиваленте древесины и длительностью пожара:
- 0…10 кг/м² (0…138 МДж/м²) — 0…0,25 ч;
- 10…25 кг/м² (138…345 МДж/м²) — 0,25…0,5 ч;
- 25…50 кг/м² (345…690 МДж/м²)— 0,5…1 ч;
- 50…100 кг/м² (690…1380 МДж/м²)— 1…2 ч;
- свыше 100 кг/м² (свыше 1380 МДж/м²) — свыше 2 ч.[14]

С 1951 года при  размещении в здании первой степени огнестойкости пожарной нагрузки более 1380 МДж/м² (100 кг древесины на 1 м²) в среднем по площади пожарного отсека, необходимо было проводить расчет продолжительности пожара и исходя из неё выбирать огнестойкость элементов здания. Данное требование действовало вне зависимости от категории объекта. При устройстве системы пожаротушения повышение степени огнестойкости конструкций не требовалось.:п.3 С 1954 года установили градацию 1394…2760 МДж/м² (101…200 кг древесины на 1 м²) и более 2760 МДж/м² (более 200 кг древесины на 1 м²). Значения огнестойкости элементов зданий устанавливались таблично.:п.6
В 1965 году ЦНИИПО провёл работу по определению требуемой интенсивности орошения водяных и пенных установок пожаротушения в зависимости от пожарной опасности производств. В 1975 году был разработан новый стандарт СН 75-76, в котором была дана классификация зданий, производств и технологических процессов по пожарной опасности. Для определения интенсивности орошения было произведено разделение на семь групп: одна группа содержала административно-бытовые, общественные здания и помещения; три — производственные и ещё три — складские.
В 1976 году во ВНИИПО были проведены натурные испытания на модели реального помещения. На основании этих экспериментов была рекомендована система классификации объектов по степени пожарной опасности:
- Класс пожара — I, удельная тепловая нагрузка — до 185 МДж/м²;
- Класс пожара — II, удельная тепловая нагрузка — до 740 МДж/м²;
- Класс пожара — III, удельная тепловая нагрузка — до 1850 МДж/м²;
- Класс пожара — IV, удельная тепловая нагрузка — до 3700 МДж/м²;
- Класс пожара — V, удельная тепловая нагрузка — более 3700 МДж/м².[8]

СТ СЭВ в 1977 году установил методики определения пожарной нагрузки, которая включала временную и постоянную.
СНиП 2.04.09-84, пришедший на замену СН 75-76, указал величины пожарных нагрузок для двух групп производственных помещений: 200…2000 МДж/м² и более 2000 МДж/м². При этом расчет нагрузки производился по СТ СЭВ 446-77.
НПБ 88-2001 содержало методику определения пожарной нагрузки. В пожарную нагрузку включалась временная и постоянные пожарные нагрузки. Приложение, содержащее методику, было исключено при внесении изменений в НПБ 88-2001.

## Здания, сооружения, пожарные отсеки

### Категория А
Помещения, обладающие повышенной взрывопожарностью.

### Категория В
Первоначально в 1939 году к категории В относились производства, связанные:
- с выработкой и обработкой твёрдых сгораемых веществ и материалов;
- с последующей обработкой волокнистых веществ.[6]

С 1954 года: производства, связанные с обработкой или применением твёрдых сгораемых веществ и материалов, а также жидкостей с температурой вспышки выше 120 °C.
С 1972 года к категории В относились производства, в которых обращались вещества: жидкости с температурой вспышки выше 61 °С; горючие пыли или волокна с нижним пределом взрываемости более 65 г/м³; вещества, способные только гореть при взаимодействии с водой, кислородом воздуха или друг с другом; твёрдые сгораемые вещества и материалы.
С 1981 года к категории В относились производства, в которых имелись материалы: жидкости с температурой вспышки выше 61 °С; горючие пыли или волокна с нижним пределом взрываемости более 65 г/м³; твёрдые сгораемые вещества и материалы; вещества, способные при взаимодействии с водой, воздухом или друг с другом только гореть.

### Категория Г
Первоначально в 1939 году к категории Г относились производства, связанные с выработкой и обработкой невозгорающихся веществ и материалов в горячем, раскалённом или расплавленном состоянии.

### Категория Д
Производства, где обрабатывались негорючие вещества.

### Категория Е
В настоящее время отменена. В нормах Н 102-54 и ОНТП 24-86 отсутствовала.
С 1972 года к категории Е относились производства, в которых обращались вещества: горючие газы без жидкой фазы и взрывоопасной пыли в таком количестве, что они могут образовывать взрывоопасные смеси в объёме, превышающем 5 % объёма помещения, и в котором по условиям технологического процесса возможен только взрыв (без последующего горения); вещества способные взрываться (без последующего горения) при взаимодействии с водой, кислородом воздуха или друг с другом. При этом других горючих веществ нет или другие горючие вещества имеются в таком количестве, что они не могут создать нагрузку более 100 000 ккал на любом участке пола площадью 10 м² (41,8 МДж/м²).
ПУЭ к категории Е относит (до сих пор присутствует в действующей версии) аккумуляторные.

## Помещения
Определение категорий помещений следует осуществлять путём последовательной проверки принадлежности помещения к категориям от наиболее опасной (А) к наименее опасной (Д).
Методы определения категорий А и Б определены приложением А СП 12.13130.2009.
Методы определения категорий В1-В4 определены приложением Б СП 12.13130.2009.
Примеры расчетов категорий помещений можно найти в ПОСОБИЕ ПО ПРИМЕНЕНИЮ СП 12.13130.2009 «ОПРЕДЕЛЕНИЕ КАТЕГОРИЙ ПОМЕЩЕНИЙ, ЗДАНИЙ И НАРУЖНЫХ УСТАНОВОК ПО ВЗРЫВОПОЖАРНОЙ И ПОЖАРНОЙ ОПАСНОСТИ», наиболее полные методики определения категорий можно найти на портале пожбез.онлайн

### Взрывопожароопасность

#### Законодательство
В российском уголовном законодательстве предусматривается ответственность за нарушение правил безопасности на взрывоопасном объекте, если нарушение повлекло или могло повлечь смерть человека или повлекло причинение крупного ущерба. Ранее аналогичная ответственность существовала в законодательстве РСФСР. При этом уголовное законодательство не разъясняет понятие "взрывоопасный объект". Для квалификации преступлений, связанных с пожарами и взрывами необходимо определить, относится ли объект к взрывоопасным.:33

#### Нормативные документы
Взрыв паровоздушной смеси в помещении — процесс сгорания образовавшейся в ограниченном объеме горючей паровоздушной смеси с повышением давления в этом объеме.:п. 3.3 При категорировании помещений рассматриваются только процессы связанные с дефлаграционным химическим взрывом  и не учитывается возможность физических взрывов, которые связаны с внезапным изменением физического состояния вещества, сопровождающихся крайне быстрым выделением энергии и сжатых газов, способных производить механическую работу.:33

#### Физика процесса
Среди техногенных взрывных опасностей ведущее место занимают аварийные дефлаграционные взрывы (до 90 % всех происходящих взрывов).:35
Дефлаграционный взрыв — энерговыделение в объеме облака горючих газообразных смесей и аэрозолей при распространении экзотермической химической реакции с дозвуковой скоростью. Переход дефлаграционного взрыва в детонационный возможен при линейных размерах облака более 70 м, либо при инициализации взрыва источниками значительной энергии, либо в помещениях с сильным загромождением.
Химический взрыв неконденсированных веществ от горения отличается тем, что горение происходит, когда горючая смесь образуется в процессе самого горения.:36
В случае образования паровоздушной смеси в незагроможденном технологическим оборудованием пространстве и его зажигании относительно слабым источником (например, искрой) сгорание этой смеси происходит, как правило, с небольшими видимыми скоростями пламени и малыми амплитудами волны давления. В этом случае реализуется пожар-вспышка, при котором поражаются в основном объекты, попадающие в это облако. Термин "взрыв" в данном случае в значительной степени условен. Внешнее проявление характерных признаков взрыва в рассматриваемых процессах связано с разрушением оборудования (при вспышке внутри оборудования) или помещений. Наиболее опасным проявлением воспламенения газообразных горючих систем в замкнутом объеме является быстрое повышение давления. Максимальное давление взрыва может превышать начальное в 8…10 раз, реже в 12 раз и держаться несколько секунд. Высокая температура продуктов сгорания (до 2000 К и выше), как правило, не представляет серьезной опасности для оборудования и строительных конструкций, но является серьезной и часто смертельной угрозой для людей, находящихся в данном помещении.
К взрывоопасным газовым смесям относятся смеси горючих газов или паров с воздухом, у которых при воспламенении горение распространяется на весь объем смеси. Взрывоопасная пылевая среда — смесь с воздухом горючих веществ в виде пыли, волокон или летучих частиц, в которой после воспламенения происходит самоподдерживающееся распространение пламени.
Горение в закрытых объемах сопровождается повышением давления. Скорость выгорания горючих газов определяется скоростью распространения пламени и давление в каждый момент времени успевает выравниваться по всему объему, поскольку скорость пламени значительно меньше скорости звука.
Если объём полностью заполнен взрывоопасной смесью, то избыточное давление возникающее в замкнутом объеме в процессе горения: {\displaystyle \Delta ~p=n(p_{max}-p_{0})}, это соотношение используется для практических расчётов и при частичном заполнении объема смесью: {\displaystyle \Delta ~p=(p_{max}-p_{0}){\frac {V_{v}}{V_{0}}}}, где  {\displaystyle p_{max}} - максимальное давление возникающее при сгорании смеси, {\displaystyle p_{0}} - начальное давление, {\displaystyle V_{v}} - объем сгоревшей смеси, {\displaystyle V_{0}} - объем помещения, {\displaystyle n} - доля сгоревшей смеси.:366 Величина {\displaystyle {\frac {V_{v}}{V_{0}}}} первоначально характеризовала взрывопожароопасность помещения. К категориям А, Б относили производства, если эта величина превышала 5% для производственного помещения.
При сгорании локального объема горючей смеси в закрытом сосуде повышение давления зависит от параметра {\displaystyle J={\frac {Q}{p_{0}V_{0}}}}, где {\displaystyle Q} — суммарный тепловой эффект химической реакции. С точностью до 20% повышение давления может описываться выражением: {\displaystyle \Delta ~p=p_{0}(\gamma -1)J}, где {\displaystyle \gamma } — показатель адиабаты продуктов горения.
Модель ВНИИПО разработана исходя из предположения о герметичности помещения.
При разработке норм в 1980-е годы в СССР руководствовались концепцией, что в помещениях категории А и Б пожар охватывает всё помещение до того, как пожарные подразделения могут приступить к тушению.:107

#### Категория А (повышенная взрывопожароопасность)
К категории А относятся помещения, в которых находятся (обращаются) горючие газы, легковоспламеняющиеся жидкости с температурой вспышки не более 28 градусов Цельсия в таком количестве, что могут образовывать взрывоопасные парогазовоздушные смеси, при воспламенении которых развивается расчетное избыточное давление взрыва в помещении, превышающее 5 килопаскалей, и (или) вещества и материалы, способные взрываться и гореть при взаимодействии с водой, кислородом воздуха или друг с другом, в таком количестве, что расчетное избыточное давление взрыва в помещении превышает 5 килопаскалей. 

#### Категория Б (взрывопожароопасность)
К категории Б относятся помещения, в которых находятся (обращаются) горючие пыли или волокна, легковоспламеняющиеся жидкости с температурой вспышки более 28 градусов Цельсия, горючие жидкости в таком количестве, что могут образовывать взрывоопасные пылевоздушные или паровоздушные смеси, при воспламенении которых развивается расчетное избыточное давление взрыва в помещении, превышающее 5 килопаскалей. 
Определение взрывопожароопасных категорий помещений
Определение категорий помещений по взрывопожарной опасности осуществляется путем расчета избыточного давления взрыва при воспламенении паро- газо- пыле- воздушной среды.
Расчет может быть проведен как вручную, по методикам, приведенным в СП 12.13130.2009, так и при помощи специальных программ, например https://urbanpo.ru/products/kategoriya/ или https://pozhbez.online/calcAB.

#### Легковоспламеняющиеся твердые вещества

##### Оружие
Если в помещении находятся боеприпасы различных категорий, то категория опасности помещения определяется наивысшей категорией находящихся в нем боеприпасов. Ракеты и боеприпасы подразделяются на категории опасности Е1, Е2, Е3, Е4, Е5, Е6, Е7, В, Д.
Особенностью боеприпаса является наличие разрывного, метательного, пиротехнического или вышибного заряда либо их сочетания.

##### Производственное и бытовое назначение
Легковоспламеняющиеся твердые вещества — вещества и материалы, способные воспламеняться от кратковременного (до 30 с) воздействия источника зажигания с низкой энергией (пламя спички, искра, тлеющая сигарета и т.п.).
СП 12.13130.2009 не распространяется на помещения и здания, наружные установки  для производства и хранения взрывчатых веществ, средств инициирования взрывчатых веществ.:п. 1.3 При этом свод правил распространяется на вещества и материалы, способные сгорать при взаимодействии с водой, кислородом воздуха или друг с другом (взаимный контакт веществ) с образованием волн давления.:п. А.5
К оружию не относятся изделия, сертифицированные в качестве изделий хозяйственно-бытового и производственного назначения, спортивные снаряды.
Для пиротехнических изделий нагрузка складских помещений (зданий) категории В1 не должна превышать 300 кг изделий на 1 м², а для категорий В2-В4 рассчитываются по удельной пожарной нагрузке, установленной для данной категории помещений (зданий).

### Пожароопасность

#### Категории В1…В4 (пожароопасность)
С 1986 года от категорирования производств перешли к категорированию помещений. К категории В относились помещения в которых, находились (обращались) вещества и материалы: горючие и трудногорючие жидкости, твёрдые горючие и трудногорючие вещества и материалы (в том числе пыли и волокна), вещества и материалы, способные при взаимодействии с водой, кислородом воздуха или друг с другом только гореть, при условии, что помещения, в которых они имеются в наличии или обращаются, не относятся к категориям А или Б.
НПБ 105-95 разделил категорию В на В1…В4. Определение пожароопасной категории помещения осуществляется путём сравнения максимального значения удельной временной пожарной нагрузки на любом из участков с величиной удельной пожарной нагрузки:
- В4 — 1…180 МДж/м² (площадь каждого участка нагрузки не более 10 м² с нормированием расстояния между участками);
- В3 — 181…1400 МДж/м²;
- В2 — 1401…2200 МДж/м²;
- В1 — более 2200 МДж/м².

Удельная пожарная нагрузка - это количество теплоты, которое может выделиться в помещение при пожаре, отнесенное к площади размещения находящихся в помещении горючих и трудногорючих веществ и материалов. 
Пожарную нагрузку на участке следует сравнивать с предельной, зависящей от расстояния между пожарной нагрузкой и потолком помещения (или нижним уровнем балок). Если нагрузка больше предельной, категорию следует повысить.
Помещения для оборудования приточных систем вентиляции следует относить:
- к категории В1, если в них размещены установки (фильтры и др.) с маслом вместимостью 75 л и более в одной из установок;
- к категориям В1…В4, если система работает с рециркуляцией воздуха из помещений категорий В1…В4, кроме случаев забора воздуха из помещений без выделений горючих газов и пыли или применения для очистки воздуха от пыли пенных или мокрых пылеуловителей.

К категориям В1…В4 относятся помещения для вентиляционного оборудования при размещении вытяжных установок, обслуживающих помещения соответственно категорий В1…В4.
Для расчета категорий помещений может использоваться специализированное программное обеспечение. Например https://pozhbez.online/calcV или https://urbanpo.ru/products/kategoriya/.

#### Категория Г (умеренная пожароопасность)
К категории Г могут относиться только производственные помещения. Складских помещений категории Г не бывает.

#### Категория Д (пониженная пожароопасность)
При введении НПБ 105-95 категория В была разделена на В1…В4. При этом категории В1, В2 и В3 по требованиям противопожарной защиты в основном соответствуют действующей на момент введения в строительных нормах и правилах категории В, а категория В4 аналогична существующей в строительных нормах и правилах категории Д. К помещениям категории В4 необходимо было применять требования, установленные действующими СНиП для категории Д. При определении категорий зданий (в соответствии с НПБ 105-95) помещения категорий В1, В2, В3 учитываются в суммарной площади помещений категории В, а помещения категории В4 - в площади помещений категории Д.

## Наружные установки

### Категория АН
Установка относится к категории АН, если в ней присутствуют (хранятся, перерабатываются, транспортируются) горючие газы, легковоспламеняющиеся жидкости с температурой вспышки не более 28 °С, вещества и (или) материалы, способные гореть при взаимодействии с водой, кислородом воздуха и (или) друг с другом (при условии, что величина пожарного риска при возможном сгорании указанных веществ с образованием волн давления превышает одну миллионную в год на расстоянии 30 м от наружной установки).

### Категория БН
Установка относится к категории БН, если в ней присутствуют (хранятся, перерабатываются, транспортируются) горючие пыли и (или) волокна, легковоспламеняющиеся жидкости с температурой вспышки более 28 °С, горючие жидкости (при условии, что величина пожарного риска при возможном сгорании пыле- и (или) паровоздушных смесей с образованием волн давления превышает одну миллионную в год на расстоянии 30 м от наружной установки).

### Категория ВН
Установка относится к категории ВН, если в ней присутствуют (хранятся, перерабатываются, транспортируются) горючие и (или) трудногорючие жидкости, твёрдые горючие и (или) трудногорючие вещества и (или) материалы (в том числе пыли и (или) волокна), вещества и (или) материалы, способные при взаимодействии с водой, кислородом воздуха и (или) друг с другом гореть, и если не реализуются критерии, позволяющие отнести установку к категории АН или БН (при условии, что величина пожарного риска при возможном сгорании указанных веществ и (или) материалов превышает одну миллионную в год на расстоянии 30 м от наружной установки).

### Категория ГН
Установка относится к категории ГН, если в ней присутствуют (хранятся, перерабатываются, транспортируются) негорючие вещества и (или) материалы в горячем, раскалённом и (или) расплавленном состоянии, процесс обработки которых сопровождается выделением лучистого тепла, искр и (или) пламени, а также горючие газы, жидкости и (или) твёрдые вещества, которые сжигаются или утилизируются в качестве топлива.

### Категория ДН
Установка относится к категории ДН, если в ней присутствуют (хранятся, перерабатываются, транспортируются) в основном негорючие вещества и (или) материалы в холодном состоянии и если по перечисленным выше критериям она не относится к другим категориям.

## США
В США для прогнозирования избыточного давления при горении пролитой жидкости в закрытых помещениях используется метод Карлссона-Квинтая, предложенный американскими физиками Бьёрном Карлссоном (Karlsson Bjorn) и Джеймсом Квинтаем (Quintiere James) и рекомендованный к применению Комиссией по регулированию атомной энергетики США (U. S. Nuclear Regulatory Commission). Методом рассматривается повышение давления в результате тепловыделения при постоянном объеме. Время горения как правило принимают 10 с. Сравнительный анализ методов используемых в Российской Федерации и в США показал, что отечественный метод использует вариант объёмной вспышки (взрыва) паровоздушной смеси, сопровождающийся мгновенным подъёмом избыточного давления в помещении. Американский метод базируется на сравнительно медленном  процессе выгорания легковоспламеняющихся (ЛВЖ) и горючих жидкостей (ГЖ). Несмотря на это, оба метода дают схожие результаты по прогнозированию безопасных объёмов помещений для хранения ЛВЖ и ГЖ